# Stillahavsgärdsmyg
Stillahavsgärdsmyg (Troglodytes pacificus) är en fågel i familjen gärdsmygar inom ordningen tättingar. Fågeln förekommer i västra Nordamerika. Tidigare behandlades den som en del av gärdsmygen, men urskiljs numera oftast som egen art.

## Utseende och läten
Stillahavsgärdsmygen är en mycket liten och mörk gärdsmyg med liten näbb, ljust ögonbrynsstreck och en kort stjärt som den nästan alltid håller rest. Fjäderdräkten är mörkbrun med tvärband ovan och även på flankerna, ljusprickade tertialer och ljusare strupe. Den är mycket lik både vintergärdsmygen och eurasiska gärdsmygen, men skiljer sig från den förra genom något längre stjärt, kortare vingar, mörkare och mer rödbrun fjäderdräkt och mer beigefärgad snarare än vit på ögonbrynet och fläckarna på tertialerna. Skillnaderna mot gärdsmygen har ännu inte helt fastställts, men verkar mindre fläckad på bröstet och övre delen av flankerna.

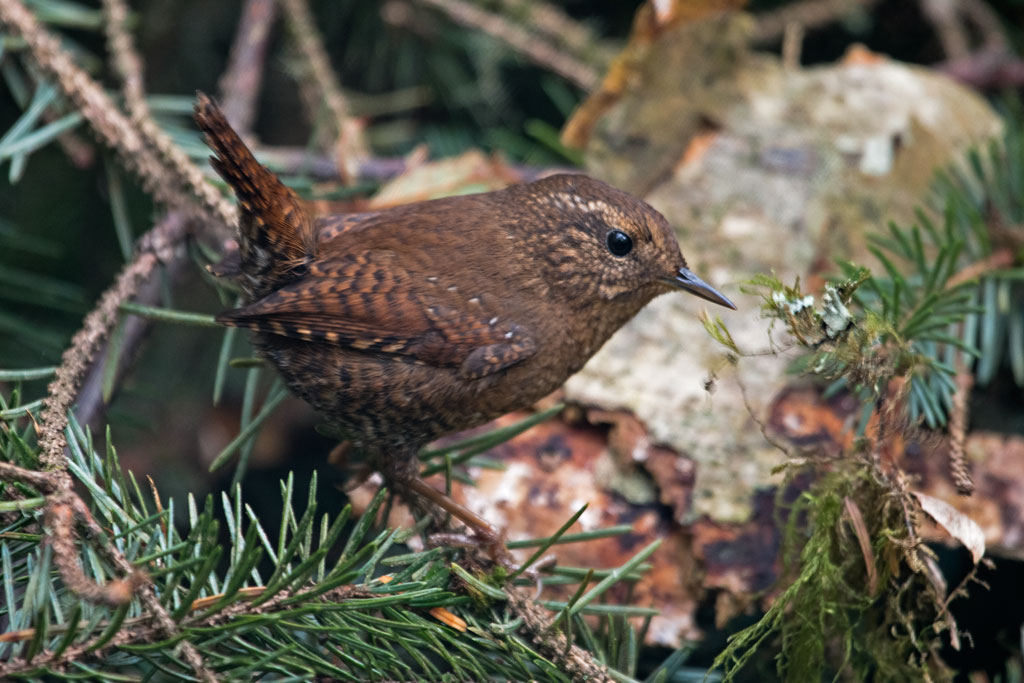

Liksom sina nära släktingar har stillahavsgärdsmygen en lång, komplex och påfallande ljudstark sång för att komma från en så liten fågel, en serie klingande drillar som pågår i fem till tio sekunder. Jämfört med vintergärdsmygen är den hårdare, mer varierad och mindre musikalisk. Kontaktlätet är ett ljust och hårt "chat-chat", jämfört med vintergärdsmygens mörkare "jip-jip".

## Underarter och utbredning
Stillahavsgärdsmygen delas här upp i 13 underarter i två underartersgrupper med följande utbredning, baserat på Clements et al.
- alascensis-gruppen
  - Troglodytes pacificus alascensis – Pribiloföarna (St. George, St. Paul och Otter)
  - Troglodytes pacificus meligerus – västra Aleuterna (Attu, Agattu, Alaid, Nitzi och Buldir)
  - Troglodytes pacificus kiskensis – västra Aleuterna (Kiska, Little Kiska, Amchitka, Ogliuga)
  - Troglodytes pacificus tanagensis – centrala Aleuterna (Tanaga, Adak och Atka)
  - Troglodytes pacificus seguamensis – centrala Aleuterna (Seguam, Amutka och Yunaska)
  - Troglodytes pacificus stevensoni – västra Alaskahalvön, Amak och Amagat islands
  - Troglodytes pacificus petrophilus – östra Aleuterna (Unalaska, Amaknak och Akutan)
  - Troglodytes pacificus semidiensis - Semidi Islands i södra Alaska
- pacificus-gruppen
  - Troglodytes pacificus helleri – södra Alaska (Kodiak Island, Afognak och Raspberry islands)
  - Troglodytes pacificus pacificus (inklusive ochroleucus[6]) – kustområden från sydvästra Alaska till Kalifornien
  - Troglodytes pacificus muiri – kustområden i norra Kalifornien, så långt söderut som till Marin County
  - Troglodytes pacificus obscurior – kustområden i centrala Kalifornien, från San Francisco till San Luis Obispo County
  - Troglodytes pacificus salebrosus – inre delarna från British Columbia till nordöstra Oregon och västra Montana.

Andra auktoriteter urskiljer endast sju underarter, där tanagensis, seguamensis, stevensoni och petrophilus inkluderas i kiskensis, medan obscurior och muiri förs till nominatformen.

Stillahavsgärdsmygens utbredningsområde, där orange betecknar vistelse endast sommartid, blått endast vintertid och lila året runt.

### Artstatus
Stillahavsgärdsmyg kategoriserades tidigare som en underartsgrupp av gärdsmyg (T. troglodytes), vilket även var fallet för vintergärdsmyg (T. hiemalis) som förekommer i östra Nordamerika. Studier visar att utbredningsområden för stillahavsgärdsmyg och vintergärdsmyg överlappar och att det i detta område inte förekommer någon nämnvärd hybridisering. Andra studier indikerar att de båda taxonen sist delade en gemensam förfader för ungefär 4,3 miljoner år sedan och att dessa sedan isolerades, precis som många andra skogslevande fågelarter i Nordamerika, av inlandsisen under pleistocen. På grund av detta behandlar idag de allra flesta auktoriteter taxonet pacificus som en egen art.

## Levnadssätt
Stillahavsgärdsmygen häckar i fuktiga barrskogar med tät undervegetation, men även i löv- och blandskog. Den hittas även på trädlösa öar i Aleuterna i tät och låg vegetation. Fågeln frekventerar gärna områden intill vattendrag, men kan också ses i skog långt från vatten. Födan består av ryggradslösa djur som insekter, men har också setts ta sniglar och frukt. Den födosöker på marken, på ruttnande lågor och rotvältor, i klippskrevor och vid trädens fot. Äggläggning inleds från början till mitten av april i Oregon, mitten av april i British Columbia och slutet av maj i Alaska. Den lägger två eller tre kullar per häckningssäsong.

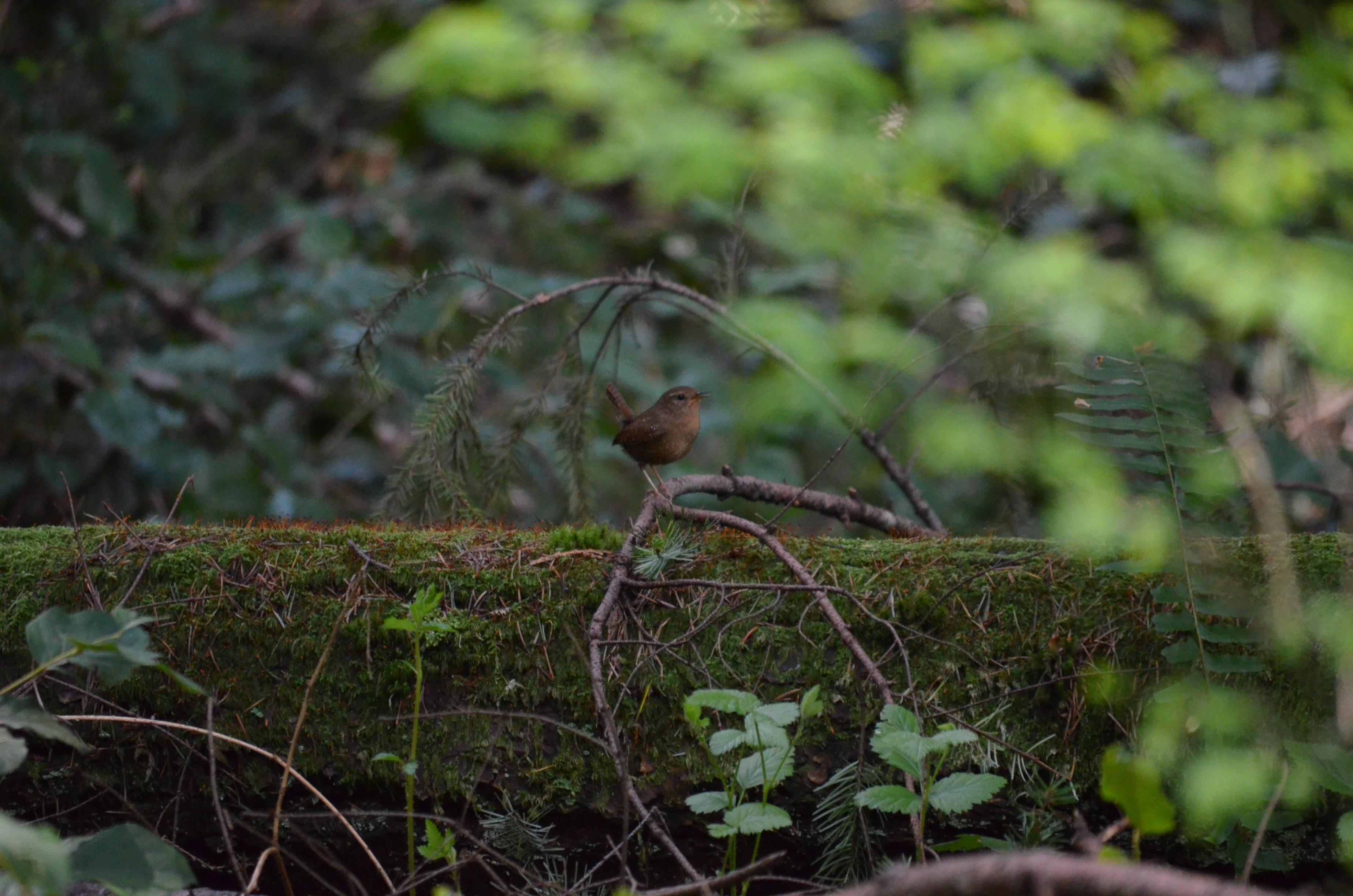
Stillahavsgärdsmyg i typisk miljö i Malcolm Knapp Research Forest i kanadensiska British Columbia.

## Status och hot
Artens populationstrend är okänd, men utbredningsområdet är relativt stort. Internationella naturvårdsunionen IUCN anser inte att den är hotad och placerar den därför i kategorin livskraftig.